# Corral City (Texas)
Corral City es un pueblo ubicado en el condado de Denton en el estado estadounidense de Texas. En el Censo de 2010 tenía una población de 27 habitantes y una densidad poblacional de 68,14 personas por km².

## Geografía
Corral City se encuentra ubicado en las coordenadas 33°5′55″N 97°13′49″O / 33.09861, -97.23028. Según la Oficina del Censo de los Estados Unidos, Corral City tiene una superficie total de 0.4 km², de la cual 0.4 km² corresponden a tierra firme y (0%) 0 km² es agua.

## Demografía
Según el censo de 2010, había 27 personas residiendo en Corral City. La densidad de población era de 68,14 hab./km². De los 27 habitantes, Corral City estaba compuesto por el 85.19% blancos, el 11.11% eran afroamericanos, el 3.7% eran amerindios, el 0% eran asiáticos, el 0% eran isleños del Pacífico, el 0% eran de otras razas y el 0% pertenecían a dos o más razas. Del total de la población el 0% eran hispanos o latinos de cualquier raza.